# Balletto delle donne
Il Balletto delle donne fu un gruppo di ballo fondato da Margherita Gonzaga d'Este che si esibiva assieme al concerto delle donne. 

## Storia
Quando Margherita si trasferì a Ferrara per sposare il duca Alfonso II d'Este era appena tredicenne. Il suo sposo, per farla divertire, creò il concerto delle donne ed ella volle completare questo gruppo di cantanti al femminile, creando a sua volta un gruppo di ballo, anch'esso al femminile, per accompagnare il canto dei madrigali e la musica strumentale, eseguiti a Carnevale oltre che nelle altre festività o in occasione delle visite di personalità importanti che erano assai frequenti presso la corte. Questo genere di spettacolo prevedeva delle coreografie, musica e testi poetici. Tutte le componenti del balletto erano di sesso femminile ed alcune di esse facevano anche parte del concerto delle donne. Fra queste Laura Peverara (che si travestiva in abiti maschili almeno in una circostanza), Anna Guarini e Livia d'Arco, almeno nel 1582 e nel 1583, oltre che a Vittoria Bentivoglio, una componente della prima formazione del concerto.
Invece di essere una danza spontanea tra i cortigiani, come era stata fino al 1579, il balletto era diventato un divertimento elaborato e ben collaudato. Questo divertimento comprendeva spesso travestimenti che venivano spesso commentati dai cronisti contemporanei. Alfonso assisteva a questi spettacoli per accontentare la giovane moglie, ma tuttavia non era personalmente coinvolto come Margherita, che ballava lei stessa, né era coinvolto come lo era nel concerto delle donne. Un balletto venne composto e rappresentato in occasione delle nozze di Laura Peverara il 22 febbraio 1581.
Le coreografie ed i testi dei balletti venivano scritti, tuttavia potrebbero non essere stati stampati e forse è questa la motivazione per cui nessuno di essi è giunto fino ai nostri giorni. Alfonso mantenne i divertimenti della sua corte altamente segreti, e un corrispondente contemporaneo scrisse che gli spettacoli erano così "privati" che un programma non poteva essere ottenuto, neppure per essere inviato al cardinale Luigi d'Este. Luzzasco Luzzaschi e Ippolito Fiorini scrivevano musica per il balletto e Giovanni Battista Guarini i testi, tuttavia questi non sono giunti fino a noi. Questo genere di intrattenimento probabilmente continuò fino alla fine della corte degli Este nel 1597, quando Alfonso morì e la città fu acquisita dal papato.